# First International Computer
First International Computer, Inc. es un fabricante taiwanés de electrónica, es la compañía que fabrica el Neo1973, y que está muy involucrada en el proyecto OpenMoko. Tienen ventas de alrededor de un millón de teléfonos al año en China y en algunos lugares son operador de telefonía móvil.